# Madrasostes agostii
Madrasostes agostii är en skalbaggsart som beskrevs av Renaud Maurice Adrien Paulian 1993. Madrasostes agostii ingår i släktet Madrasostes och familjen Hybosoridae. Inga underarter finns listade i Catalogue of Life.